# « ... Pour revivre un instant »
« ... Pour revivre un instant » (titre original : "...for a Single Yesterday") est le titre d'une nouvelle de George R. R. Martin, parue pour la première fois en novembre 1975 dans l'anthologie Epoch éditée par Roger Elwood (en) et Robert Silverberg. Elle est incluse au recueil original Des astres et des ombres (Songs of Stars and Shadows), regroupant neuf histoires de Martin, publié en juillet 1977 puis traduit en français et publié en avril 1983 dans le recueil paru aux éditions J'ai lu.

## Résumé
Après la Conflagration, seules quelques rescapés se sont regroupés en clans. Keith, musicien nostalgique de cette période passée, doit affronter la nouvelle réalité, et les nouveaux venus.

## Distinction
- La nouvelle a été nommée pour le prix Locus de la meilleure nouvelle longue 1976.